# .dm
.dm is het achtervoegsel voor domeinnamen van het bovenwindse eiland Dominica in de Caribische Zee.